# Wörterbuch

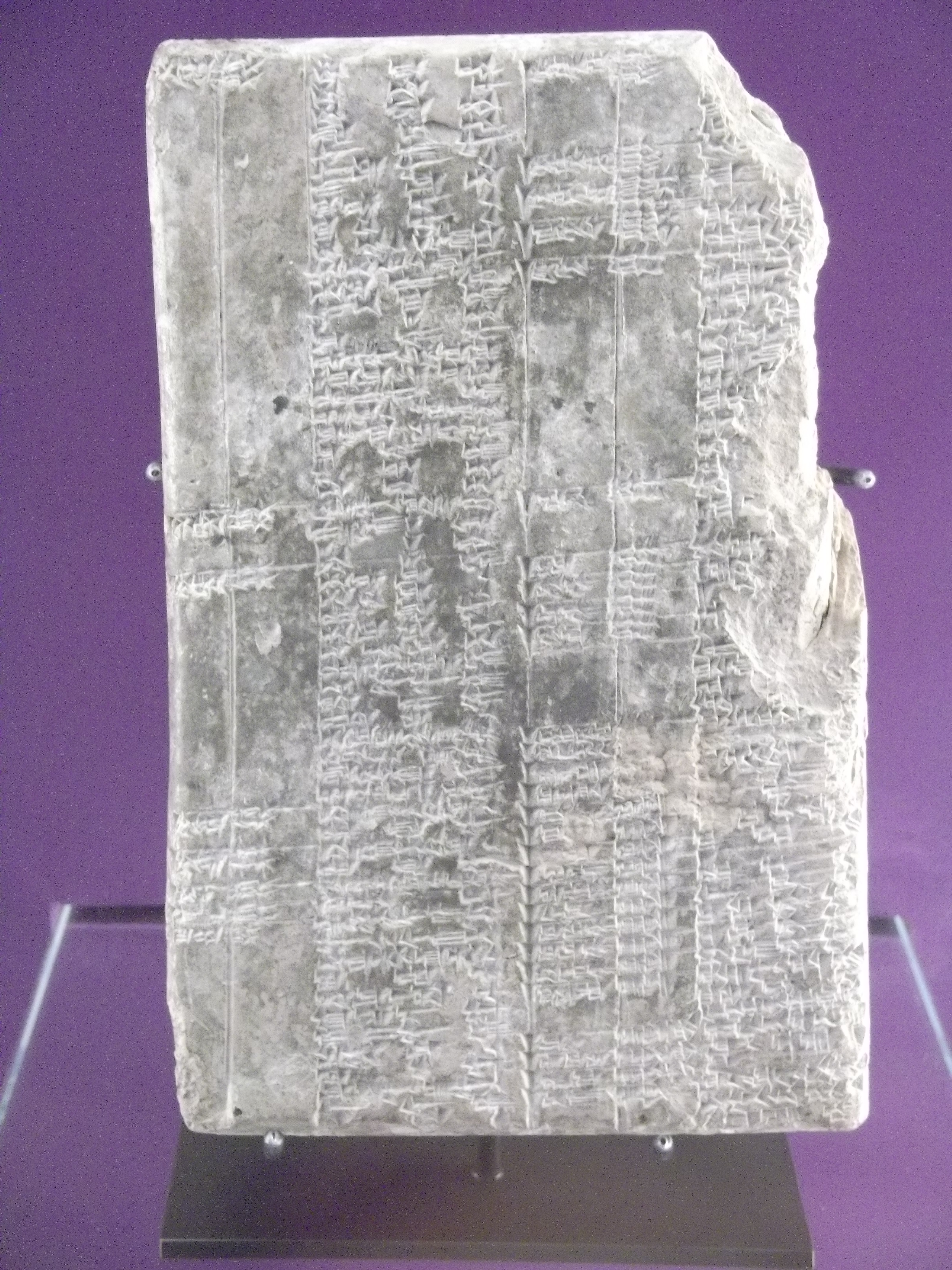
Wörterbuch aus Uruk, um 600 v. Chr., mit einer Systematisierung der Zeichen

Ein Wörterbuch ist ein Nachschlagewerk, das Wörter in einer meist alphabetisch sortierten Liste verzeichnet und jedem Eintrag (Lemma) erklärende Informationen (insbesondere Bedeutungen) oder sprachliche Äquivalente zuordnet. Es handelt sich meist um ein Textwörterbuch.
Wörterbücher im engeren Sinn dienen zum Nachschlagen sprachlicher Information, während der Ausdruck in der weiteren Bedeutung auch andere nach Stichwörtern gegliederte Nachschlagewerke mit primär sachbezogener Information sowie Mischformen beider Typen umfasst.

## Etymologie

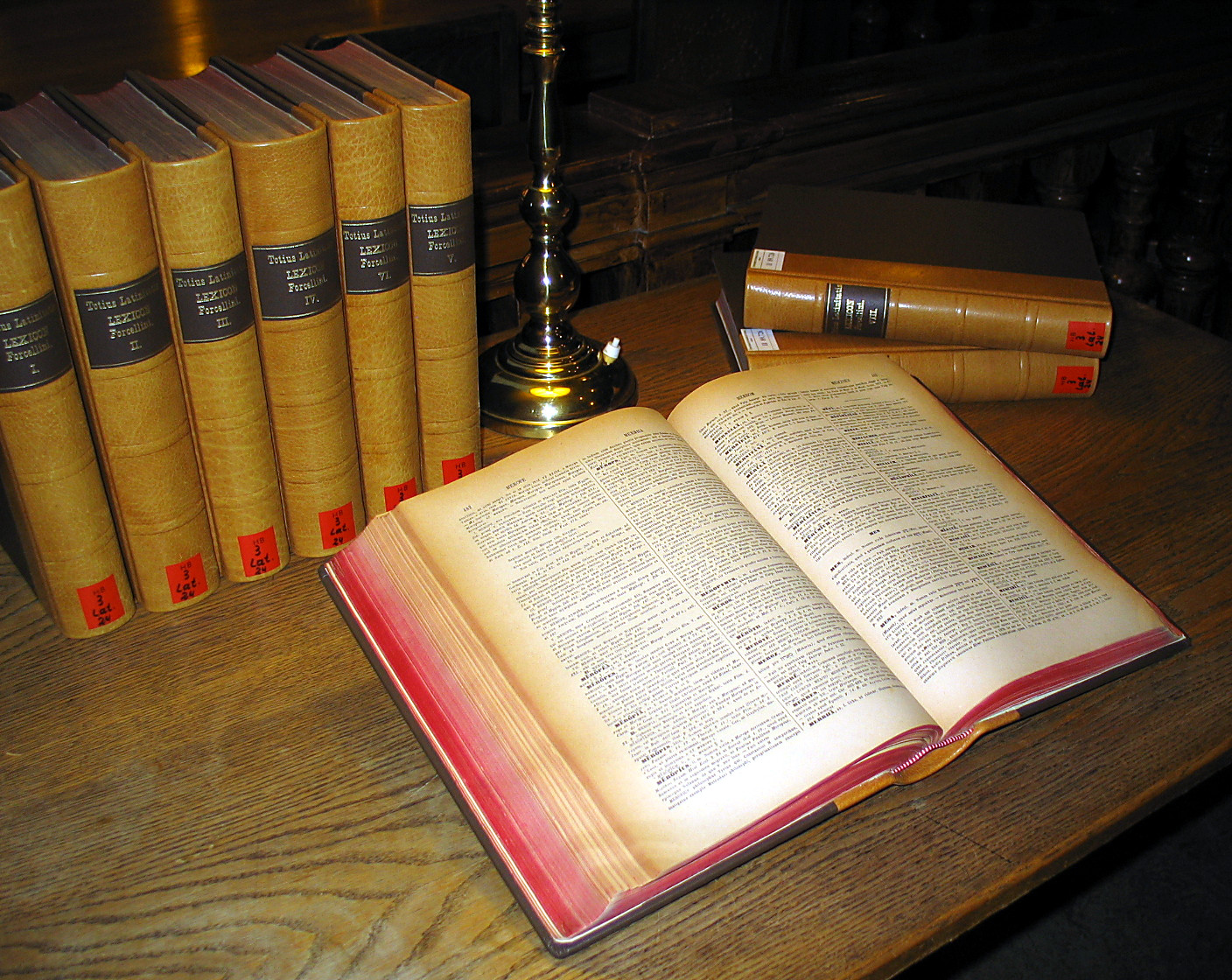
Mehrbändiges Wörterbuch

Der Ausdruck Wörterbuch ist im Deutschen eine durch niederländische woordenboek beeinflusste Lehnübersetzung des griechischen Wortes lexikon (biblion) „Wörter betreffendes Buch“. Es ist ein zusammengesetzter Begriff, der nach einem Fremdwort gebildet wurde, indem alle Bestandteile des Fremdwortes einzeln ins Deutsche übersetzt wurden. Bis ins 17. Jahrhundert hinein wurden die Begriffe Lexikon und Dictionarium bevorzugt verwendet; dann trat Dictionarium zugunsten der neu eingeführten Übersetzung Wörterbuch (auch Wortbuch) zurück; der Begriff Lexikon blieb erhalten. Seit der Einführung des Wortes hat sich die Bedeutung von Wörterbuch im allgemeinen Sprachgebrauch überwiegend auf „Sprachwörterbuch“, die Bedeutung von Lexikon hingegen in der Tendenz auf „Sachwörterbuch“ verengt, wobei Lexikon oft auch als Synonym für „Enzyklopädie“ verwendet wird. Im Ergebnis treten damit Wörterbuch einerseits und Lexikon bzw. Enzyklopädie andererseits oft als Gegenbegriffe auf.
Fachsprachlich, besonders in der Lexikographie (Wörterbuchforschung), wird jedoch Wörterbuch auch noch in der weiteren Bedeutung als Oberbegriff für alle Arten von Nachschlagewerken mit einer Gliederung nach Stichwörtern beibehalten. Ebenso wird der Begriff Lexikon in fachsprachlichen Zusammenhängen weiterhin in seiner weiteren Bedeutung, also unter Einschluss sprachlexikographischer Werke, und in der Sprachwissenschaft auch speziell für das Inventar der Lexeme eines Sprechers oder einer Sprachgemeinschaft gebraucht.

## Wörterbuch – Sachwörterbuch – enzyklopädisches Wörterbuch

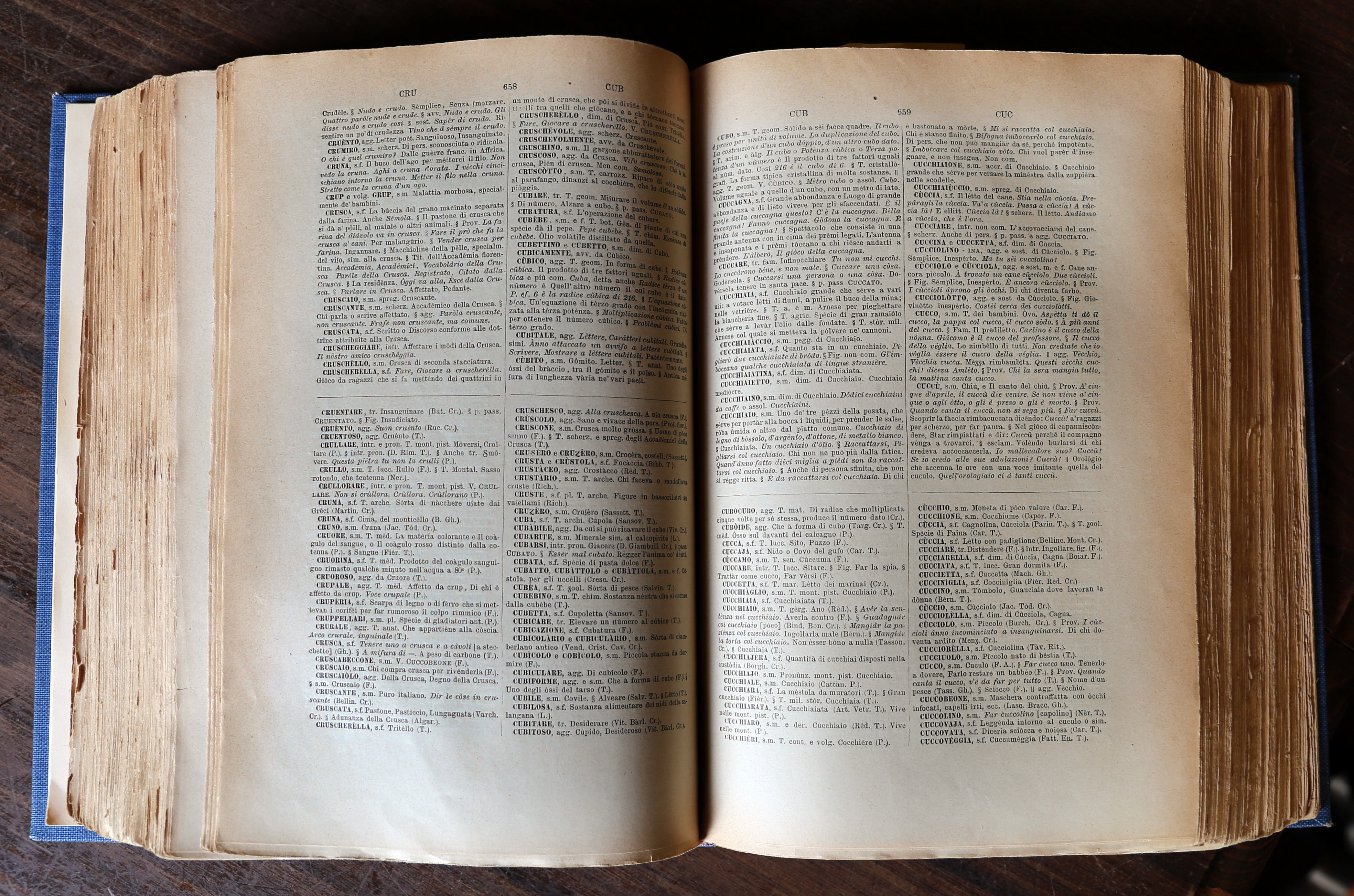
Wörterbuch

Ein Wörterbuch im engeren Sinn (auch Sprachwörterbuch) dient der Vermittlung sprachlichen Wissens. Seine Auswahl der Lemmata (Morpheme, Lexeme, Phrasen und Phraseologismen) soll den Wortschatz einer Einzelsprache oder einen Teilwortschatz dieser Sprache (etwa einen Dialekt, Soziolekt oder Idiolekt) abdecken. Bei den zugeordneten Informationen handelt es sich primär um sprachliche Informationen, die die Schreibung, Aussprache und grammatischen Eigenschaften wie Wortart, Genus und Flexion des Lemmas, seine Herkunft, Bedeutung, Verwendungsweise und Übersetzbarkeit betreffen. Sie werden in Form von erklärenden Angaben oder durch Zuordnung vergleichbarer Einheiten aus der gleichen Sprache, etwa in einem Synonymenwörterbuch und einem Reimwörterbuch, oder aus einer oder mehreren anderen Sprachen in einem Übersetzungswörterbuch dargestellt. Sachinformationen zu den von den Wörtern bezeichneten Realien können dabei ebenfalls einbezogen werden, wenn das für die Erklärung der Wortbedeutung oder Wortgeschichte erforderlich ist, sie bilden jedoch keinen Selbstzweck. Eigennamen (Personen und Orte) werden in einem Sprachwörterbuch normalerweise nicht erklärt, abgesehen von Nachschlagewerken zur Namenforschung und Ortsnamenforschung (Onomastik und Toponomastik).
Ein neuer Ansatz ist es, nicht einzelne Wörter, sondern nur Sätze zu übersetzen („Sätzebuch“). Die Suche nach einzelnen Wörter geschieht mithilfe einer elektronischen Suchmaschine, die das Wort im Satzzusammenhang präsentiert; ein Beispiel hierfür ist Tatoeba.
Bei einem Sachwörterbuch (auch Realwörterbuch, Reallexikon, Realenzyklopädie) steht demgegenüber die Vermittlung von Sach- und Weltwissen statt Sprachwissen im Vordergrund (siehe Enzyklopädie). Das Lemma ist nicht als Element eines Wortschatzes Gegenstand sprachlicher Information, sondern beschreibt als thematisches Stichwort das Thema der Sachinformation. Sprachliche Eigenschaften des Lemmas werden nicht oder nur insoweit einbezogen, wie es dem Verständnis der vom Lemma bezeichneten Sache dient. Die Auswahl der Lemmata bezieht in einem Sachwörterbuch in der Regel auch Eigennamen ein und dient der Abdeckung und Strukturierung eines bestimmten Sach- oder Wissensbereiches, der ein spezielles Fachgebiet sein oder dem Anspruch nach auch das gesamte verfügbare Wissen über die Welt umfassen kann.
Ein enzyklopädisches Wörterbuch (auch Sprach- und Sachwörterbuch, integriertes Wörterbuch), in Deutschland seit den 1930er-Jahren vereinzelt auch Allbuch genannt und dem Typ nach besonders in Frankreich verbreitet, stellt sprachlexikographische und sachlexikographische Information gleichrangig nebeneinander und will Grundfunktionen beider Wörterbucharten erfüllen. Auch sonst treten die Typen von Sprach- und Sachwörterbuch oft in gemischter Form auf, besonders im Bereich der Fachlexika, wo fachsprachliche Wörterbücher oft auch einen eigengewichtigen Anteil an Sachinformation, oder fachspezifische Sachwörterbücher zusätzlich sprachliche Informationen zum Lemma und zu dessen Übersetzbarkeit integrieren.

## Typologie
Gesamtwörterbücher (Universalwörterbuch) bieten umfassende Informationen zum allgemeinen Wortschatz der Gegenwartssprache (Beispiel: Duden Universalwörterbuch). Von ihnen lassen sich andere Wörterbuchtypen unterscheiden, die in der Lemmaauswahl oder den gebotenen Informationen andere Schwerpunkte setzen:

### Typologie unter inhaltlichen Aspekten

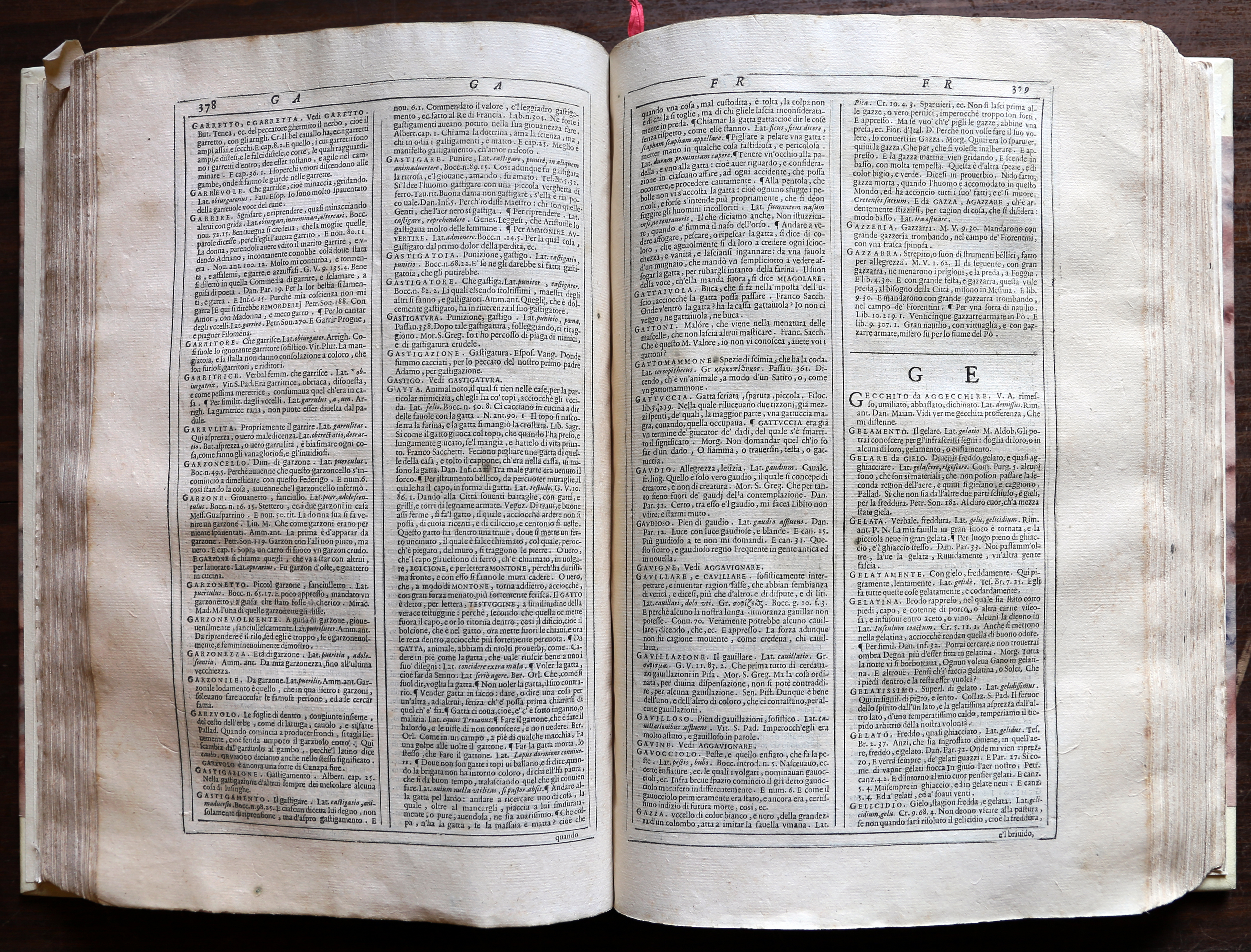
Erstes italienisches Wörterbuch aus der Accademia della Crusca (1612)

- Lemmatyporientierte Spezialwörterbücher verzeichnen nur einen ausgewählten Teil des Wortschatzes.
  - Wörterbücher mit pragmatisch beschränkter Lemmaauswahl verzeichnen Teile des Wortschatzes, die pragmatisch markiert sind. Darunter fallen unter anderem Umgangssprachenwörterbücher, Neologismenwörterbücher, Fremdwörterbücher, Schimpfwörterbücher.[5]
  - Wörterbücher mit wortgeschichtlich beschränkter Lemmaauswahl. Darunter fallen Lehnwörterbücher, Erbwörterbücher und Wörterbücher untergegangener Worte. Kriterium für die Lemmaauswahl ist eine auffällige Wortgeschichte.
  - Wörterbücher mit semantisch beschränkter Lemmaauswahl. Darunter fallen Namenwörterbücher und Wörterbücher, die sich bestimmten semantischen Feldern widmen.
  - Wörterbücher mit formal beschränkter Lemmaauswahl. Auswahlkriterium ist hier die Form des Lemmazeichens. Darunter fallen unter anderem Morphemwörterbücher, Wortfamilienwörterbücher und Abkürzungswörterbücher.

- Informationstyporientierte Wörterbücher zeichnen sich nicht durch Einschränkungen der Lemmaauswahl aus, sondern durch den Fokus der Informationen aus.
  - Syntagmatische Wörterbücher beschreiben die syntaktischen Eigenschaften lexikalischer Zeichen. Darunter fallen unter anderem die Valenzwörterbücher, Konstruktionswörterbücher und Kollokationswörterbücher.
  - Inhaltsparadigmatische Wörterbücher informieren hauptsächlich über die lexikalisch-semantischen Relationen, in denen die beschriebenen lexikalischen Einheiten zueinander stehen. Darunter fallen Synonymenwörterbücher, Antonymenwörterbücher, linguistische Thesauri, Analogiewörterbücher und Bildwörterbücher.
  - Ausdrucksparadigmatisch orientierte Wörterbücher informieren über Formaspekte sprachlicher Ausdrücke. Darunter fallen rückläufige Wörterbücher, Aussprachewörterbücher, phonologische Wörterbücher, Kreuzworträtselwörterbücher und Reimwörterbücher.
  - Weitere informationstyporientierte Wörterbuchtypen sind das etymologische Wörterbuch, das Fremdwörterbuch, das Verdeutschungswörterbuch[6], das Frequenzwörterbuch (Häufigkeitswörterbuch) und das Rechtschreibwörterbuch.

- Benutzergruppenorientierte Wörterbücher sind Wörterbücher, deren Lemmaauswahl und Informationen auf bestimmte Benutzer zugeschnitten sind. Darunter fallen die Lernerwörterbücher, die Grundschulwörterbücher und die Kinderwörterbücher[7].

- Sprachvarietätenorientierte Wörterbücher verzeichnen den Wortschatz einzelner Sprachvarietäten. Dazu gehören Sondersprachenwörterbücher verschiedener Gruppen, Dialektwörterbücher und Fachwörterbücher.

- Schließlich gibt es einige Typen textbezogener Wörterbücher. Der Beschreibungsgegenstand fällt hier mit der Wörterbuchbasis zusammen. Zu diesem Wörterbuchtypen gehören die Autorenwörterbücher, Autoren-Bedeutungswörterbücher, Werkwörterbücher[8] und die Belegstellenwörterbücher.

- Übersetzungswörterbücher vermitteln zwischen dem Wortschatz zweier oder mehrerer Sprachen. Sie werden nach denselben Kriterien unterteilt wie allgemeine Wörterbücher, also etwa in allgemeine und fachsprachliche Übersetzungswörterbücher.

### Typologie unter formalen Aspekten

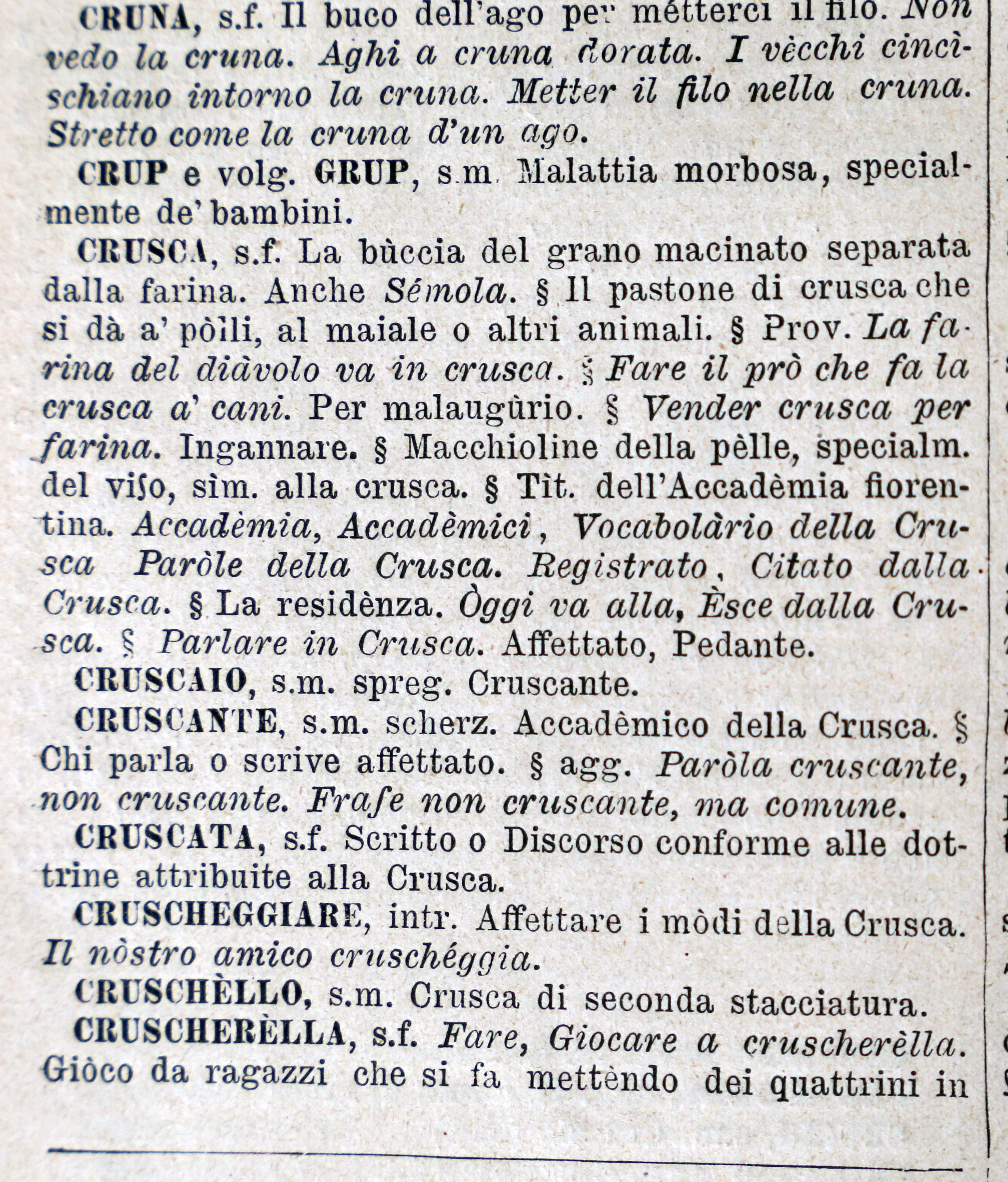
Beispiel

- Gedruckte Wörterbücher (Printwörterbücher, von engl. print „Druck“) sind Wörterbücher, die im Buchdruck-Verfahren hergestellt werden. Bis zum Ende des 20. Jahrhunderts waren sie die einzige Publikationsform für Wörterbücher. Besondere Formen sind:
  - das Handwörterbuch, das ursprünglich dafür konzipiert wurde, dem Benutzer als ständiges Nachschlagewerk am Arbeitsplatz zur Verfügung (zur Hand) zu stehen. Es entwickelte sich teilweise zu einem umfangreichen, auch mehrbändigen Werk.
  - das Taschenwörterbuch sollte ursprünglich praktisch in einer Tasche mitgeführt werden können und versucht daher in kleinem Format ein Höchstmaß an Informationen zu bieten.
  - Das Großwörterbuch ist das umfangreichste Sprachwörterbuch, das zum Teil in mehreren Bänden erscheint. Der Typ wurde zu Beginn der 1960er Jahre vom Verlag Langenscheidt geschaffen, indem er bereits eingeführte umfangreiche Wörterbücher unter dieser Bezeichnung neu auflegte. Das erste dieser Art war wohl das Deutsch-Griechische Wörterbuch von Hermann Menge, das 1960 unter diesem Titel erschien. Weitere Verlage folgten, sodass die Zahl dieser Wörterbücher schnell stieg.

- Seit den 1980er Jahren werden Wörterbücher auch in digitaler Form verbreitet (elektronische Publikation). Dabei ist zu unterscheiden, ob die Daten vervielfältigt werden oder ob sie in einem zentralen Speicher vorliegen.
  - Als elektronisches Wörterbuch wird ein Wörterbuch bezeichnet, das auf reproduzierbare elektronische Datenträger, vor allem CD-ROM und DVD, gebracht und verbreitet wird.
  - Online-Wörterbücher sind digital erfasste Nachschlagewerke, die auf einem zentralen Datenspeicher vorliegen und nur online über das Internet abgefragt, teilweise auch bearbeitet werden können. Siehe auch: Onlinelexikon

## Struktur von Wörterbüchern und Wörterbuchartikeln
Ein Wörterbuch besteht in der Regel aus Außentexten und dem Wörterverzeichnis.
- Im Wörterverzeichnis sind die Lemmata aufgelistet
- Zu den Außentexten gehört alles, was außerhalb des eigentlichen Wörterverzeichnisses steht, beispielsweise Einleitung, Benutzerhinweise (Abkürzungsverzeichnis u. ä.) und Flexionstabellen.
- befinden sich die Außentexte vor dem Wörterverzeichnis, so spricht man vom Vorspann (engl. front matter), stehen sie danach vom Nachspann (engl. back matter)

Im Wörterverzeichnis wird zwischen Makrostruktur und Mikrostruktur unterschieden:
Unter der Makrostruktur versteht man die Auswahl der Lemmata, ihre Anordnung sowie die Anordnung der Außentexte. Eine der wichtigsten makrostrukturellen Entscheidungen ist, wie die Lemmata angeordnet werden sollen. In den meisten Wörterbüchern geschieht das alphabetisch.
Wie der einzelne Wörterbucheintrag organisiert ist, d. h. die Anordnung der Wortinformation, ist Teil der Mikrostruktur.
Zur erleichterten Bestimmung des Wortschatzumfangs von mehrbändigen Wörterbüchern haben R. H. Seashore und L. D. Eckerson im Jahr 1940 die Methode der Stichprobenauswahl eingeführt.

### Alphabetische Sortierung
In der alphabetischen Anordnung gibt es unterschiedliche Möglichkeiten:
- Glattalphabetisch oder striktalphabetisch: Die Anordnung der Lemmata erfolgt – wie der Name sagt – strikt alphabetisch. Das heißt, für jedes Stichwort (außer im Alphabet direkt aufeinanderfolgende Varianten eines Lemmas wie z. B. „Epitaph“ und „Epitaphium“) gibt es einen eigenen Ansatz im Wörterbuch.
- Nischenalphabetisch: Zunächst wie striktalphabetisch. Werden jedoch zu einer Wortfamilie mehrere Wörter aufgelistet, so erscheinen diese als Sublemmata vom Hauptlemma abgesetzt.
- Nestalphabetisch: Hier kann die alphabetische Struktur durchbrochen werden, indem ein Sublemma auch aus einer flektierten Form oder einem zusammengesetzten Wort bestehen kann. Nestalphabetisch aufgebaute Wörterbücher richten sich teils nach dem Bestimmungswort, teils nach dem Grundwort aus.

Beispiel für eine Wortstrecke in unterschiedlicher Sortierung:
| glattalphabetisch | nischenalphabetisch | nestalphabetisch (Bestimmungswort) |
| Dach              | Dach                | Dach                               |
| Dachboden         | -boden              | -boden                             |
| Dachpappe         | -pappe              | -pappe                             |
| Dachs             | Dachs               | -sparren                           |
| Dachsbau          | -bau                | -stuhl                             |
| Dachshaarpinsel   | -haarpinsel         | Dachs                              |
| Dachsparren       | Dach-: -sparren     | -bau                               |
| Dachstuhl         | -stuhl              | -haarpinsel                        |

Die nischen- und die nestalphabetische Anordnung sind besonders platzsparend, was bei gedruckten Wörterbüchern ein wichtiger Faktor ist. Als am benutzerfreundlichsten gilt die glattalphabetische Sortierung, weil jedes Stichwort auf einer separaten Zeile steht und einen eigenen Eintrag eröffnet. Insofern stellt die nischenalphabetische Anordnung einen Kompromiss dar. Sie gruppiert Lemmata, ohne die alphabetische Reihenfolge zu durchbrechen.
Anhand der unterschiedlichen Auflagen des Duden Großwörterbuch kann man die verschiedenen Anordnungsformen beobachten: Bildete das sechsbändige Großwörterbuch noch Nester, so sind diese in der zweiten, achtbändigen Ausgabe durch Nischen ersetzt und die zehnbändige Ausgabe von 1999 verfolgt einen glattalphabetischen Ansatz. Nestalphabetische Wörterbücher mit Anordnung nach dem Grundwort werden teilweise in der wissenschaftlichen Lexikographie verwendet, weil damit beispielsweise das Wort Wagen und seine mit einem Bestimmungswort näher definierten Zusammensetzungen, mithin eine ganze Wortfamilie, gleichzeitig erarbeitet und vom Benützer im gleichen Band nachgeschlagen werden kann. Beispiele für solche Wörterbücher sind das Bayerische Wörterbuch, das Schweizerische Idiotikon und das Wörterbuch der bairischen Mundarten in Österreich.
- Bei einem rückläufigen bzw. rückwärtigen Wörterbuch erfolgt die alphabetische Sortierung vom Wortende her.

### Nichtalphabetische Sortierung
- In Sprachen, die kein Alphabet benutzen, erfolgt die Sortierung nach anderen Kriterien, zum Beispiel im Chinesischen anhand von Radikalen (Klassenhäuptern) und Anzahl und Form der Striche.

Weitere makrostrukturelle Überlegungen betreffen die Auswahl der Lemmata und das Datensortiment, also welche Angaben es beispielsweise zu bestimmten Wortarten geben soll.
Unter der Mikrostruktur dagegen versteht man die konkreten Angaben, die zu einem Lemma gemacht werden. Diese Angaben sind in den meisten Sprachwörterbüchern durch Textverdichtung (Abkürzungen, Paraphrasen etc.) gekennzeichnet, um möglichst viele Angaben auf möglichst wenig Raum zusammenzufassen. In Sachwörterbüchern werden dagegen sehr unterschiedlich lange Texte geboten. In vielen Fällen werden den Artikeln Definitionen vorangestellt, dann folgen die Informationen in fortlaufender Prosa. Im Text oder am Ende des Textes werden Querverweise auf andere Artikel gegeben, die inhaltlich mit dem Text in Beziehung stehen. Am Schluss des Artikels werden – vor allem bei Enzyklopädien und Konversationslexika – vielfach Literaturhinweise gegeben.

### Wörterbuchbenutzung
Wörterbücher sollen den Nutzern helfen, lexikalische Wissenslücken zu schließen, müssen also so strukturiert sein, dass Informationen schnell und gezielt nachgeschlagen werden können. Sowohl ein- als auch mehrsprachige Wörterbücher verlangen vom Nutzer zwei Voraussetzungen:
1. Die Systematik des Wörterbuchs zu verstehen.
2. Dem gesuchten Lexem anhand der Systematik das zugehörige Lemma zuzuordnen.

Die Wörterbuchbenutzungsforschung – oder auch Wörterbuchdidaktik – beschäftigt sich mit Benutzererwartungen an Wörterbücher („Welche Fragen werden in welchem Wörterbuch beantwortet?“) und untersucht die Bedingungen erfolgreicher Wörterbuchbenutzung. Die Erkenntnisse fließen in die Erstellung neuer Wörterbücher ein, oder in existierende Wörterbücher, die auf andere Medien übertragen werden.
Einen ausführlichen Überblick über deutsche Wörterbücher und Lexikographie gibt Haß-Zumkehr (2001).

### Einführungen
- Stefan Engelberg, Lothar Lemnitzer: Lexikographie und Wörterbuchbenutzung. Stauffenburg, Tübingen 2004², ISBN 3-86057-285-7.
- Thomas Herbst, Michael Klotz: Lexikografie. Eine Einführung. Schöningh, Paderborn 2003, ISBN 3-8252-8263-5.
- Michael Schlaefer: Lexikologie und Lexikographie. Eine Einführung am Beispiel deutscher Wörterbücher. Erich Schmidt, Berlin 2002, ISBN 3-503-06143-6.

### Ausgewählte Fachliteratur
- Henning Bergenholtz, Sven Tarp: Die moderne lexikographische Funktionslehre. Diskussionsbeitrag zu neuen und alten Paradigmen, die Wörterbücher als Gebrauchsgegenstände verstehen. In: Lexikographica. Internationales Jahrbuch für Lexikographie. Band 18, 2002, S. 253–263.
- Csaba Földes: Was gilt als Großwörterbuch? Zur Problematik der Größenklassen von Sprachlexika. In: Jarmo Korhonen (Hrsg.): Von der mono- zur bilingualen Lexikografie für das Deutsche. Lang, Frankfurt a. M. / Berlin / Bern / Bruxelles / New York / Oxford / Wien 2001 (= Finnische Beiträge zur Germanistik. Band 6), S. 31–42 (online).
- Ulrike Haß-Zumkehr: Deutsche Wörterbücher – Brennpunkt von Sprach- und Kulturgeschichte. De Gruyter, Berlin / New York 2001, ISBN 3-11-014885-4.
- Franz Josef Hausmann u. a. (Hrsg.): Wörterbücher: Ein internationales Handbuch zur Lexikographie. De Gruyter, Berlin u. a. 1989–1991 (= Handbücher zur Sprach- und Kommunikationswissenschaft. Band 5), 3 Teilbände.
- Kirsten Hjort: Lexikon, Wörterbuch, Enzyklopädie, Konversationslexikon: Versuch einer Begriffsklärung. In: Muttersprache. Band 77, 1967, S. 353–365.
- Werner Hupka: Die drei Haupttypen lexikographischer Werke und die Problematik jeder Klassifikation. In: Werner Hupka: Wort und Bild: Die Illustrationen in Wörterbüchern und Enzyklopädien. Niemeyer, Tübingen 1989 (= Lexicographica. Series Maior. Band 22), S. 23–37.
- Sidney I. Landau: Dictionaries. The Art and Craft of Lexicography. 2. Auflage. Cambridge University Press, Cambridge 2001.
- Ryszard Lipczuk: Einige Anmerkungen zu synchronischen fremdwortbezogenen Wörterbüchern des Deutschen. In: Ryszard Lipczuk, Krzysztof Nerlicki (Hrsg.) = Stettiner Beiträge zur Sprachwissenschaft. Band 5. Verlag Dr. Kovač, Hamburg 2013, ISBN 978-3-8300-7059-7, S. 77–91.
- Ryszard Lipczuk. Magdalena Lisiecka-Czop, Karl Heinz Ramers (Hrsg.): Sprache und Wörterbücher in Theorie und Praxis. Lexikografische und textlinguistische Fragestellungen (= Stettiner Beiträge zur Sprachwissenschaft. Band 7). Verlag Dr. Kovač, Hamburg 2017, ISBN 978-3-8300-9316-9.
- Anja Lobenstein-Reichmann, Peter O. Müller (Hrsg.): Historische Lexikographie zwischen Tradition und Innovation. De Gruyter, Berlin / New York 2016 (= Studia Linguistica Germanica. Band 129).
- Oskar Reichmann: Historische Lexikographie. Ideen, Verwirklichungen, Reflexionen an Beispielen des Deutschen, Niederländischen und Englischen. De Gruyter, Berlin / New York 2012 (= Studia linguistica Germanica. Band 111).
- Burkhard Schaeder: Germanistische Lexikographie. Niemeyer, Tübingen 1987 (zur Geschichte von Lexikographie und Wörterbüchern).
- Burkhard Schaeder: Kleine Bibliographie deutscher Wörterbücher – systematisch geordnet: Enzyklopädien, Fachwörterbücher, allgemeine Sprachwörterbücher, spezielle Sprachwörterbücher. Siegener Institut für Sprachen im Beruf, Siegen 2000.
- Herbert Ernst Wiegand: Wörterbuchforschung: Untersuchungen zur Wörterbuchbenutzung, zur Theorie, Geschichte, Kritik und Automatisierung der Lexikographie. De Gruyter, Berlin / New York 2000.
- Wolfram Zaunmüller: Bibliographisches Handbuch der Sprachwörterbücher. ein internationales Verzeichnis von 5600 Wörterbüchern der Jahre 1460–1958 für mehr als 500 Sprachen und Dialekte. Hiersemann, Stuttgart 1958.